# Blomsterhagen, Kristinedal och Madagaskar
Blomsterhagen, Kristinedal och Madagaskar är en bebyggelse vid östra stranden av Solöfjärden söder om Norrnäs gård, nordväst om Värmdö kyrka i Värmdö kommun. SCB avgränsade här 2020 en småort.